# Adenocarcinoma del saco anal

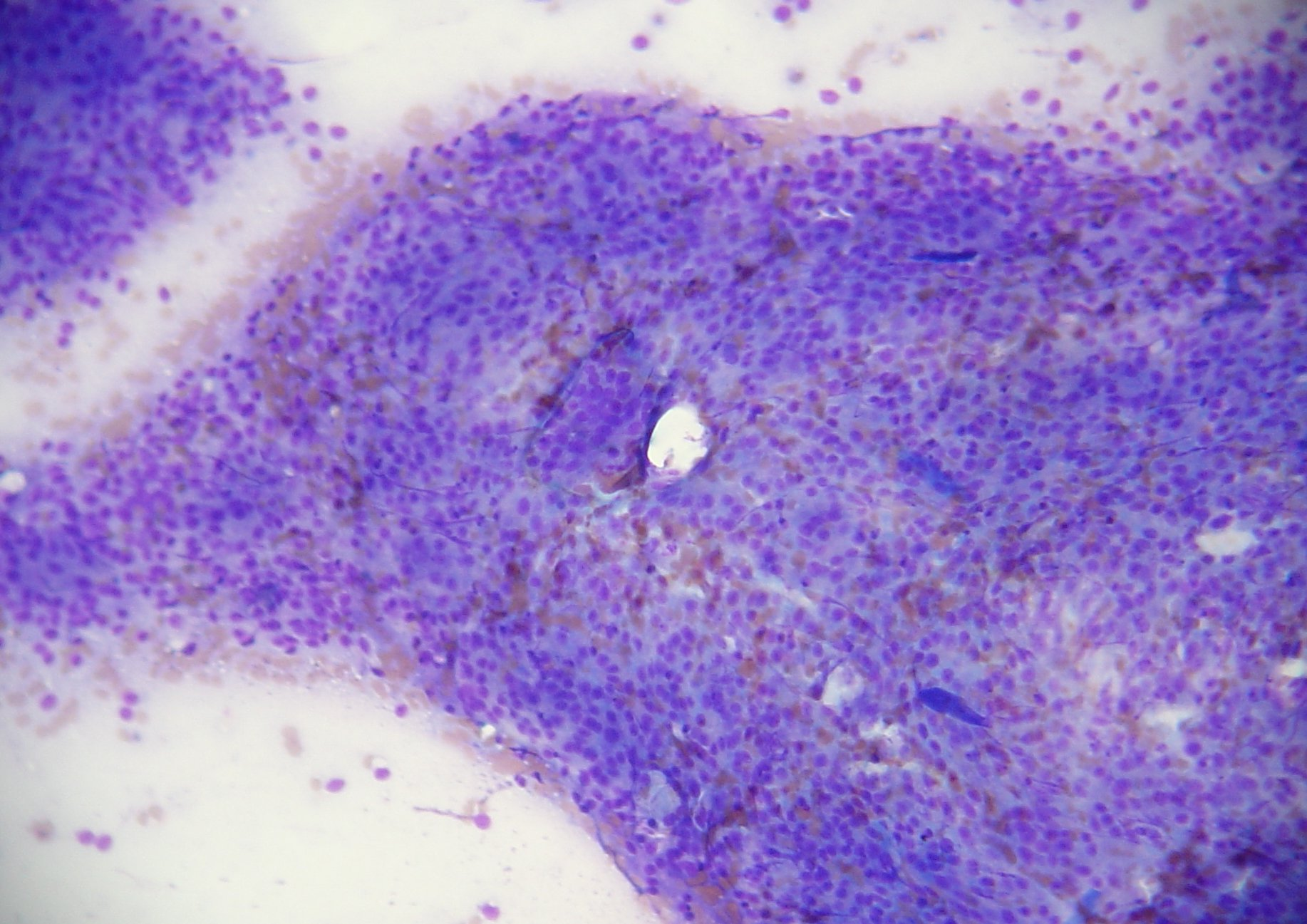
Citología de un adenocarcinoma del saco anal

Un adenocarcinoma del saco anal es un tumor maligno poco común y agresivo que se encuentra en los perros y que surge del tejido glandular apocrino, ubicado en los sacos anales. La enfermedad también existe en gatos, pero es mucho menos común en esa especie. Son la segunda causa cancerosa más común de hipercalcemia (calcio sérico alto) en perros, después del linfoma de células T.[cita requerida]

## Síntomas
Los adenocarcinomas del saco anal de la glándula apocrina aparecen primero como pequeños bultos asociados con uno de los sacos anales (rara vez bilaterales), pero pueden crecer hasta un tamaño más grande. Los tumores pequeños son indetectables sin un examen rectal, mientras que los tumores de mayor magnitud pueden causar dolor y esfuerzo para defecar. Entre el 25 y el 40 por ciento de los perros con estos tumores también desarrollarán hipercalcemia a través de la secreción de proteínas relacionadas con la hormona paratiroidea por el tumor.[cita requerida] Los síntomas de la hipercalcemia incluyen aumento de la micción, vómitos, pérdidas de apetito y peso y bradicardia (frecuencia cardíaca lenta). Los adenocarcinomas del saco anal de las glándulas apocrinas también tienden a hacer metástasis en los ganglios linfáticos regionales, el bazo y, finalmente, los pulmones, dándose raramente en los huesos. Los ganglios linfáticos sublumbares (ilíacos) son el sitio más común de metástasis y pueden volverse más grandes que el tumor original.

## Diagnóstico
A menudo se sospecha de su presencia debido a la ubicación (masa palpable en el saco anal) y al comportamiento, pero es necesaria una biopsia y una histopatología para un diagnóstico definitivo. La aspiración con aguja fina y la citología es un primer paso común.[cita requerida] La citopatología revela grupos de células con núcleos redondos uniformes. Estas células no tienen muchas de las características que generalmente se asocian con la malignidad, como una alta proporción de núcleo a citoplasma o nucléolos prominentes. Se realizan ecografías y radiografías para buscar metástasis.[cita requerida]

## Razas comúnmente afectadas
Las razas que pueden verse afectadas con mayor frecuencia incluyen el cocker spaniel inglés, el perro pastor alemán, el malamute de Alaska, el perro salchicha y el springer spaniel. Es una enfermedad de perros de mediana edad a adultos y, aunque los primeros informes describían a las hembras esterilizadas como las más afectadas, varios estudios recientes han demostrado que no hay una sobrerrepresentación de género.

## Tratamientos
La extirpación quirúrgica agresiva del tumor y de cualquier ganglio linfático sublumbar agrandado es esencial para el tratamiento del tumor y la hipercalcemia asociada. Existe una alta tasa de recurrencia, aunque la extirpación de los ganglios linfáticos con metástasis puede mejorar el tiempo de supervivencia.[cita requerida] La radioterapia y la quimioterapia pueden ser útiles en el tratamiento.[cita requerida] La hipercalcemia grave se trata con fluidoterapia intravenosa agresiva con cloruro de sodio y medicamentos como diuréticos de asa (aumento de la excreción renal de calcio) y aminobifosfonatos (disminución de la liberación de calcio de los huesos). Un peor pronóstico se asocia a un tumor de gran tamaño (mayor de 10 cm), hipercalcemia y metástasis distante.[cita requerida] El diagnóstico temprano e incidental de pequeñas masas del saco anal puede conducir a un mejor pronóstico con cirugía sola (estudio en curso).